# Stenopogon oaxacensis
Stenopogon oaxacensis är en tvåvingeart som beskrevs av Martin 1968. Stenopogon oaxacensis ingår i släktet Stenopogon och familjen rovflugor. Inga underarter finns listade i Catalogue of Life.